# Contea di Renfrew
La contea di Renfrew è una contea dell'Ontario in Canada. Al 2006 contava una popolazione di 97 454 abitanti. Ha come capoluogo Pembroke.